# Stalvlieg
De stalvlieg (Stomoxys calcitrans) is een vlieg uit de familie van de echte vliegen (Muscidae).

## Kenmerken
Het uiterlijk van deze vlieg is sterk gelijkend met de huisvlieg, maar deze soort heeft duidelijk naar voren stekende palpen. Deze palpen gebruikt de stalvlieg om te steken en bloed te zuigen. De stalvlieg steekt vooral vee, maar soms ook mensen en dan met name in de benen. De spanwijdte is 6 tot 8 millimeter.

## Leefwijze
In tegenstelling tot de huisvlieg, die meest met de kop naar beneden zit, rust hij vooral met de kop naar boven.

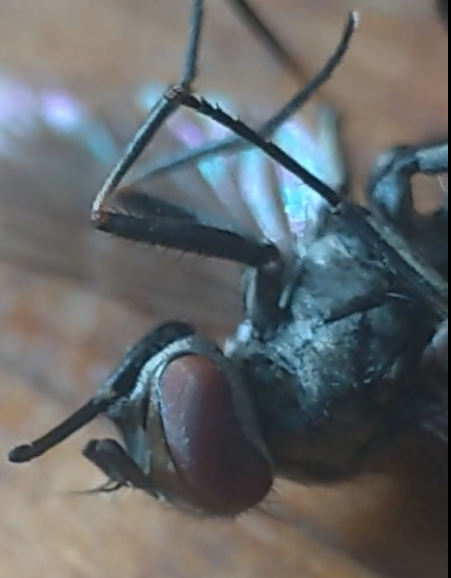

## Verspreiding en leefgebied
De soort kent een vrijwel wereldwijde verspreiding en is in Nederland en België algemeen. De stalvlieg is te vinden van april tot oktober.